# 타이베이 대교

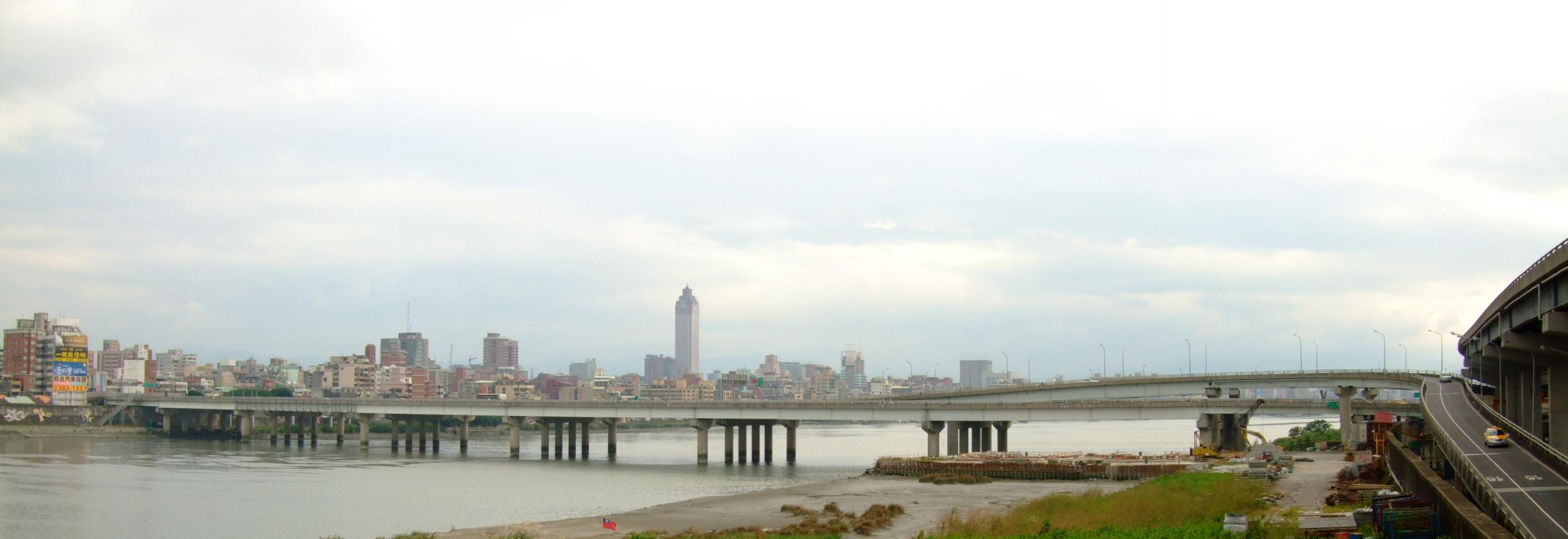
싼충시에서 본 타이베이 대교

타이베이 대교(중국어: 台北大橋, 병음: Táiběi Dàqiáo)는 대만 타이베이시와 신베이시 싼충구를 잇는 단수이강의 자동차 전용 다리이다. 너비는 16.8m이고 중앙 다리의 길이는 481.6m이다. 중앙 경간은 자동차와 일부 모터사이클이 함께 통행하는 반면에 양쪽의 좁은 경간은 자전거와 대부분의 모터사이클이 함께 통행한다.

## 역사
청나라의 대만순무를 역임했던 유명전은 대만의 중심부에 위치한 대만부(臺灣府)의 새로운 행정 중심지인 타이베이시의 빠른 교통을 개발하기 위해 황실의 승인을 받았다. 1887년부터 1893년까지 지룽시에서 신주시를 오가는 철도를 건설되었다.

### 1889년 다리
다다오청(大稻埕)에서 남쪽으로 뻗어나가기 때문에 다다오청에서 폭이 약 0.4km에 불과한 단수이강을 건너기 위해서는 다리가 필요했다. 철제 다리는 기술자들에 의해 제안되었지만 너무 비싸다고 여겨졌다. 목조 다리 건설은 1887년에 시작되어 1889년에 광둥성 출신 건설업자에 의해 완료되었다.
단수이 목교(淡水木橋)는 길이가 499.3m(1,498척)에 달하는 목조 건축이었는데 철도 교통만 가능하도록 설계되었다. 보행자와 말은 철로 양쪽에 나와 있는 길에서도 횡단할 수 있었다. 그러나 주기적인 홍수와 1897년 8월 태풍으로 다리가 심각하게 손상되었기 때문에 다리의 목재 말뚝은 잦은 수리가 필요했다.
1895년에 청일 전쟁에서 승리한 일본 제국이 대만을 할양한 이후에 대만총독부는 반차오구(板橋區)를 통해 철도를 남쪽으로 재노선화하기로 결정했다. 1899년에 철도는 철거되었고 다리는 다른 차량의 접근을 위해 개조되었다.
다리는 타이베이의 일부인 다룽둥(大龍峒)과 다다오청에 위치한 상업적인 항만, 나중에 싼충이라고 불린 대부분의 개발되지 않은 지역을 연결하는 중요한 연결이었다. 타이베이의 다리 기슭에 있는 시장은 옌핑 북로 야시장이 되었는데 이전에는 타이베이 대교 야시장(大橋夜市)이라고 불렸다.

### 1920년 다리
1920년 4월 3일에 재건된 목조 다리의 개통식이 거행되었다. 이름은 타이베이 대교로 바뀌었는데 보행자 전용이었다. 그러나 반년도 채 지나지 않아 9월 4일 단수이강 범람으로 다리가 다시 파손되었다.

### 1925년 다리
1921년 9월에 낡은 목재 구조물을 현대적인 차량 통행에 적합한 것으로 교체하기로 결정했다. 일본 제국의 대만 통치 30주년 기념일인 1925년 6월 18일에 단수이강에 더 큰 배들이 지나갈 수 있도록 트러스와 콘크리트 다리가 완공되었다. 이 다리는 또한 "칠격철교"(七格鐵橋, 7개의 기둥이 달린 철교라는 뜻)라는 별명이 붙었다.
다리는 타이베이와 남부와 서부 지역 사이의 사람들과 무역을 위한 중요한 연결 고리가 되었다. 북쪽으로 타이베이로 밀려드는 이주민들이 타이베이로 이동하기 전에 도시를 첫 번째 목적지로 사용하면서 싼충의 인구가 빠르게 증가하는 데 역할을 했다.
다리는 또한 중요한 경관 랜드마크였고 철교 일몰(鐵橋夕照, 철교석조)은 타이베이의 8대 명승지 중 하나로 여겨졌다. 이 다리는 일본 제국의 지배 하에 있던 타이베이에서 오하시정(大橋町), 오하시 공학교(大橋公學校, 현재의 다차오 국민소학(大橋國民小學))의 유래가 되었다. 타이베이 대교 극장은 1966년에 새로운 다리 건설이 시작될 때까지 옌핑로의 다리 아래에 있었다.

### 1969년 다리
콘크리트로 지어진 4차선 다리는 1969년 11월 15일에 개통되었는데 자동차 통행이 허용되었고 진입로가 확장되었다. 이 다리는 단수이강에 건립된 모든 다리의 통행료가 철폐된 1990년대 초반까지 통행료가 부과되었다. 1990년대 중반에 교체될 때까지 다리 위에는 유인 초소가 남아 있었다.

## 현재 구조
현재의 다리는 1991년에 제안되었고 1996년 7월 16일에 개통되었다. 주(중앙) 다리는 강을 건널 때 6차선의 자동차와 2차선의 모터사이클, 자전거를 실어 나른다. 두 개의 인접한 2차선 다리는 모터사이클, 자전거, 보행자 통행만 가능하다.
사방의 도시 개발이 심해서 강을 건너기 때문에 다리에 비해 접근 거리가 현저히 좁다. 타이베이 쪽에서는 민취안 도로에서 다리로 가는 길이 충칭로 앞의 다룽 거리에서 시작된다. 이들은 충칭로 서쪽에서 추가적인 중앙 접근으로 연결된다. 자전거 다리는 옌핑로 서쪽에 있다. 싼충 쪽의 다리는 충신로와 푸더로의 교차점에서 시작하여 타이베이 대교 위를 지나는 환허 고속도로의 경사로와 연결된다.
이 다리는 이전에 타이완 성도 제1호선이 다녔고 현재는 타이완 성도 제1A호선이 다니고 있다.

## 관련 교통
타이베이 첩운 중허신루선은 타이베이 대교와 평행하게 강 아래를 지나며 싼충의 타이베이차오역과 타이베이의 다차오터우역은 타이베이 대교의 이름을 따서 지어졌다.

### 참고 문헌
- Davidson, James W. (1903년). 《The Island of Formosa, Past and Present : history, people, resources, and commercial prospects : tea, camphor, sugar, gold, coal, sulphur, economical plants, and other productions》 (영어). London and New York: Macmillan. OCLC 1887893. OL 6931635M.